# Spirembolus humilis
Spirembolus humilis là một loài nhện trong họ Linyphiidae. Loài này được phát hiện ở Hoa Kỳ.